# Птичкін Євген Миколайович
Євген Миколайович Пти́чкін  (рос. Евгений Николаевич Птичкин; 1930—1993) — радянський і російський композитор. Народний артист РРФСР (1988).

## Біографічні відомості
Закінчив Московську консерваторію.
Автор опер, оперет, музики до 70 кінофільмів, зокрема до українських кінокартин: «Очікування полковника Шалигіна» (1981), «Весна надії» (1983), «За два кроки від „Раю“» (1984). 
Широкому загалу відомий, як автор музики до пісні рос. «Ромашки спрятались» з кінофільму «Моя вулиця» (1970), для створення якої Птичкін скопіював трохи переробивши арію Qual mesto gemito з опери Джоаккіно Россіні «Семіраміда», і до кінофільмів режисера Євгена Матвєєва.

## Фільмографія
- «Кінець світу» (1962)
- «Короткі історії» (1963)
- «Зареченські наречені» (1967)
- «Сім старих та одна дівчина» (1968)
- «Служили два товариші» (1968)
- «Моя вулиця» (1970)
- «Місто першого кохання» (1970)
- «Ті, що зберегли вогонь» (1970)
- «Алло! Вас чую!» (1971, мультфільм)
- «Коля, Оля і Архімед» (1972, мультфільм)
- «Ось моє село» (1972)
- «Петро Рябінкін» (1972)
- «Шапка-невидимка» (1973, мультфільм)
- «Заєць Коська і джерельце» (1973, мультфільм)
- «Любов земна» (1974)
- «Подія» (1974)
- «Високе звання» (1974)
- «Ох і Ах» (1975, мультфільм)
- «Казка про лінь» (1973, мультфільм)
- «Два капітани» (1976)
- «Гранітні острови» (1976)
- «А у нас була тиша...» (1977)
- «П'ятачок» (1977, мультфільм)
- «Ох і Ах йдуть у похід» (1977, мультфільм)
- «Доля» (1977)
- «Талант і шанувальники» (1978, мультфільм)
- «Наш друг Пишичитай» (1978—1980, мультфільм, випуски 1—3)
- «Небезпечні друзі» (1979)
- «Інакше не можна» (1980)
- «Особливо важливе завдання» (1980)
- «Так зійде!» (1981, мультфільм)
- «Аліса у Дивокраї» (1981, мультфільм, Київнаукфільм)
- «Очікування полковника Шалигіна» (1981, Одеська кіностудія)
- «Оленяче полювання» (1981)
- «Таємниця записної книжки» (1981)
- «Скажені гроші» (1981)
- «Вірний засіб» (1982, мультфільм)
- «Мій друг парасолька» (1982, мультфільм)
- «Острів скарбів» (1982)
- «Весна надії» (1983, Одеська кіностудія)
- «Брама до небес» (1983)
- «Непереможний» (1983)
- «Спокій скасовується» (1983)
- «Перемога» (1984)
- «Останній крок» (1984)
- «За два кроки від „Раю“» (1984, Одеська кіностудія)
- «Пан гімназист» (1985)
- «Ранок приреченої копальні» (1985)
- «Час синів» (1986)
- «Троє на острові» (1986, мультфільм)
- «Цирк приїхав» (1987)
- «Чаша терпіння» (1989)
- «Берег порятунку» (1990)
- «Привиди зеленої кімнати» (1991)
- «Любити по-російськи-2» (1996)